# Eiszapfen

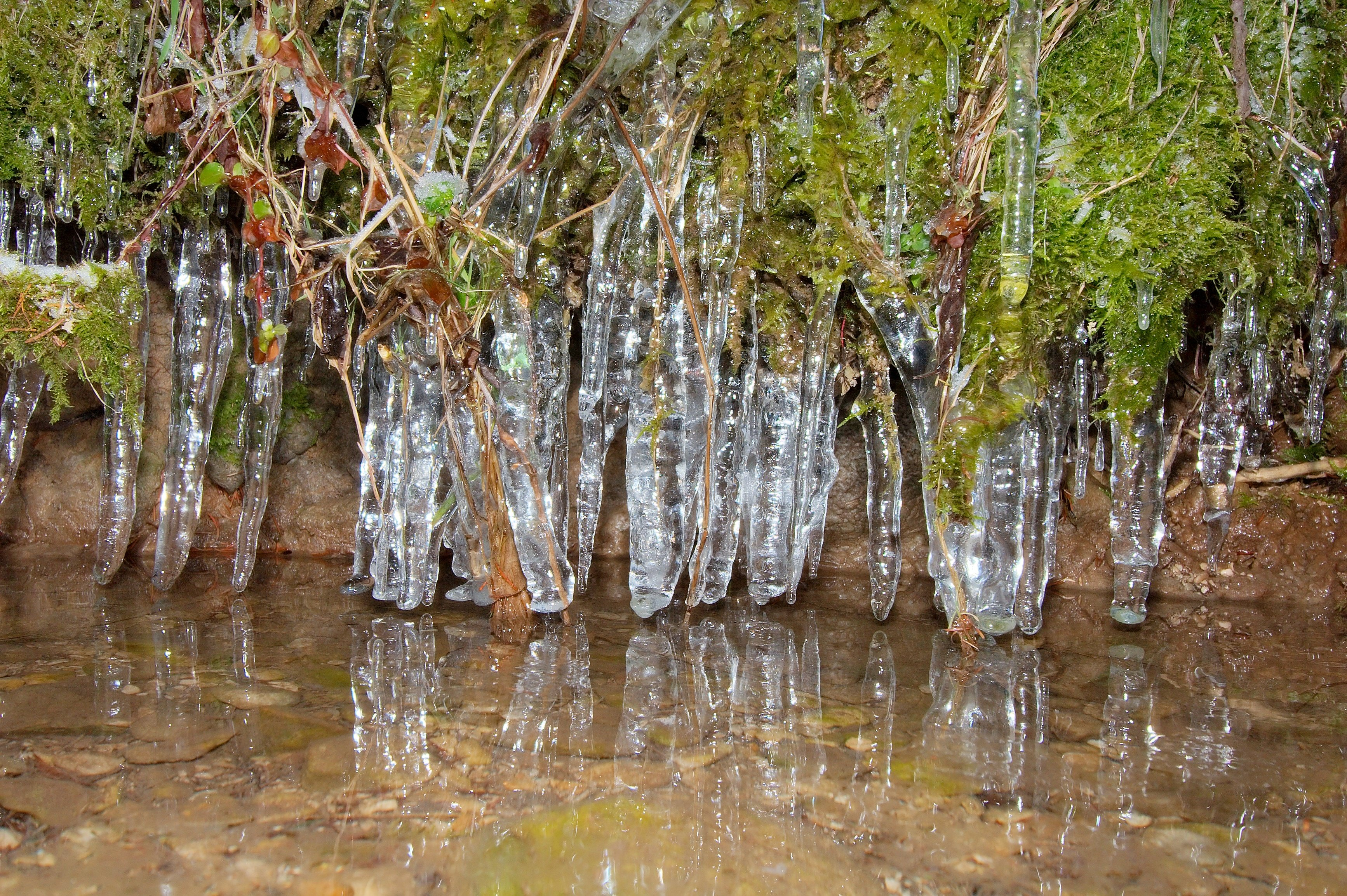
Eiszapfen in einem Bachlauf

Ein Eiszapfen ist Eis in Form eines Kegels oder einer Säule, das sich aus gefrierenden Tropfen gebildet hat. Das untere Ende kann spitz oder abgerundet sein, je nach Wirkung des Windes und der Fließgeschwindigkeit der Tropfen, die den Eiszapfen bilden.

## Entstehung

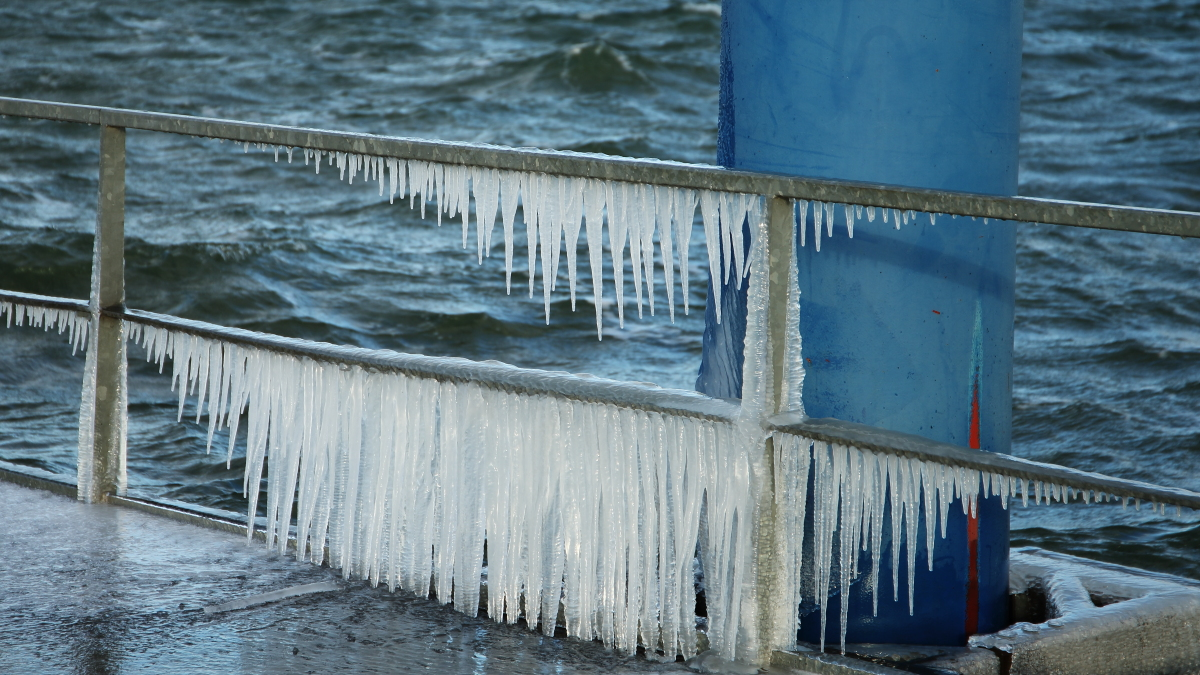
Vereister Anleger

Zu Beginn besteht der Eiszapfen, der seine typische Form zu diesem Zeitpunkt noch nicht angenommen hat, aus einem einzelnen Tropfen. Er wächst, indem tropfenweise Wasser an ihm herunterläuft und seitlich bzw. an der Spitze anfriert. Eiszapfen entstehen an Stellen, wo flüssiges (Schmelz-)Wasser anfällt (z. B. am Rande eines sonnenbeschienenen, verschneiten Daches) und Temperaturen unter dem Gefrierpunkt vorherrschen (z. B. unterhalb der Dachkante, wo durch Wind zusätzliche Verdunstungskälte entsteht). Das Wasser muss schichtweise anfrieren, damit der Eiszapfen eine ausgereifte Form annehmen kann.
Ein kleiner, junger Eiszapfen besitzt meist eine Kegelform, häufig sind im Inneren einige Blasen erkennbar.
Wenn ein Eiszapfen wächst, können sich vertikale Kämme und horizontale Rippen bilden. Dabei wachsen die Eiszapfen sowohl nach unten (in die Länge) als auch zur Seite (in die Breite). Allerdings findet das Wachstum mit einer unterschiedlichen Geschwindigkeit statt (Längenwachstum erfolgt schneller).

## Horizontale Ringe und vertikale Kämme

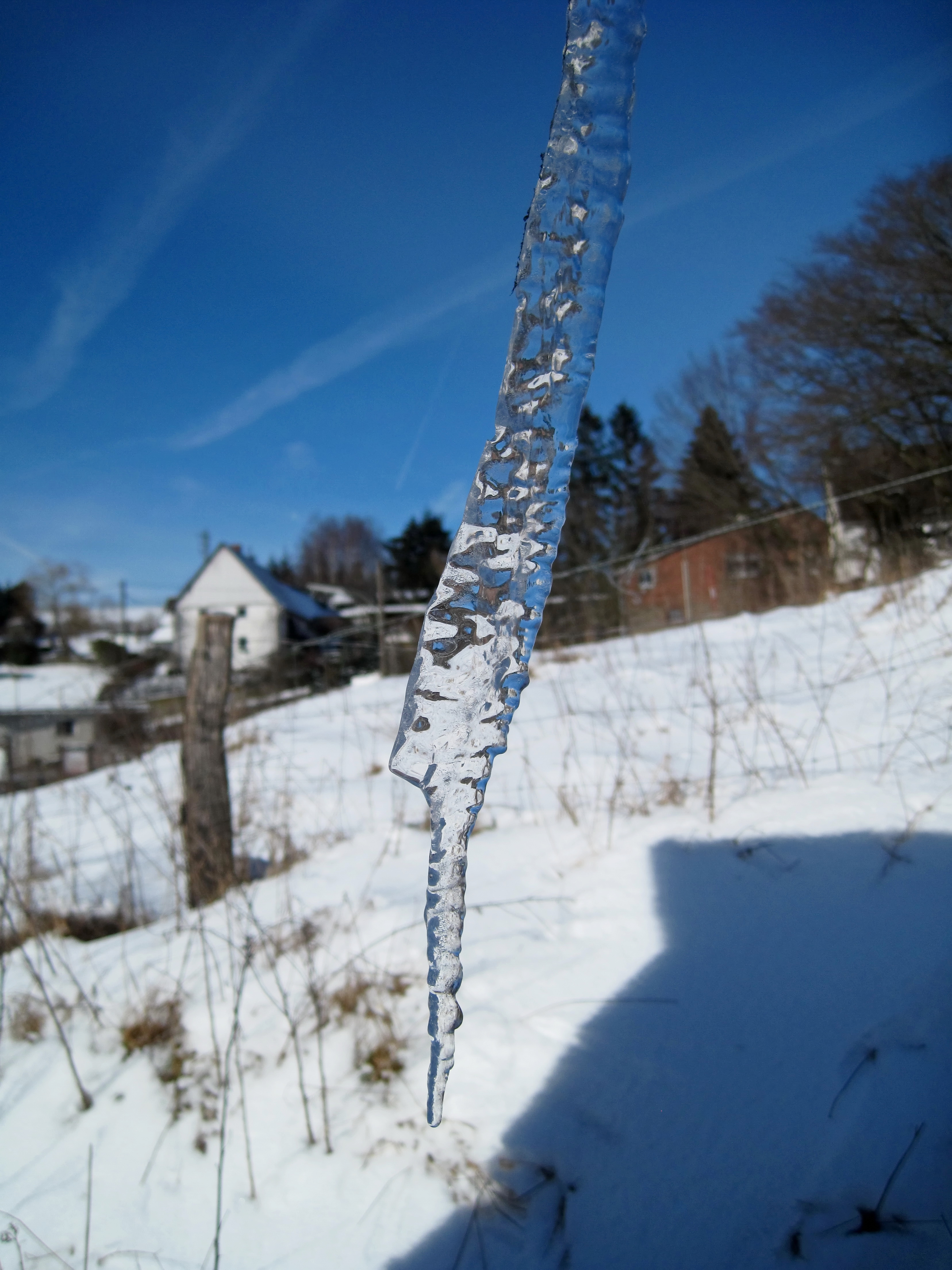
Ausgeprägte Ringe an einem durch Wind, Wasser und Frost geformten Eiszapfen.

Wenn sich ein Eiszapfen in einem späteren Wachstumsstadium befindet, sind die Rippen bereits weiter ausgeprägt. Die Rippen werden allerdings gegen die Spitze hin immer schmaler und kleiner. Die Ringe sind dabei voneinander durch eine Furche getrennt.
Die Kämme bilden sich meist, nachdem bereits über einen längeren Zeitraum kein Wasser über den Eiszapfen geronnen ist. Nach einer solchen Phase beginnt neues Schmelzwasser in schmalen Bahnen den Eiszapfen herunterzufließen. Wenn dieses gefriert, bilden sich dünne Kämme, die bis zu einem Zentimeter dick werden können.

## Spitze
Die Spitze eines wachsenden Eiszapfens besteht aus flüssigem Wasser, welches unter Umständen mehrere Meter nach unten hängen kann. Es wird von außen von einer sehr dünnen Haut aus Eiskristallen zusammengehalten.
Am äußersten unteren Ende eines Eiszapfens hängt meistens ein Wassertropfen.

## Form

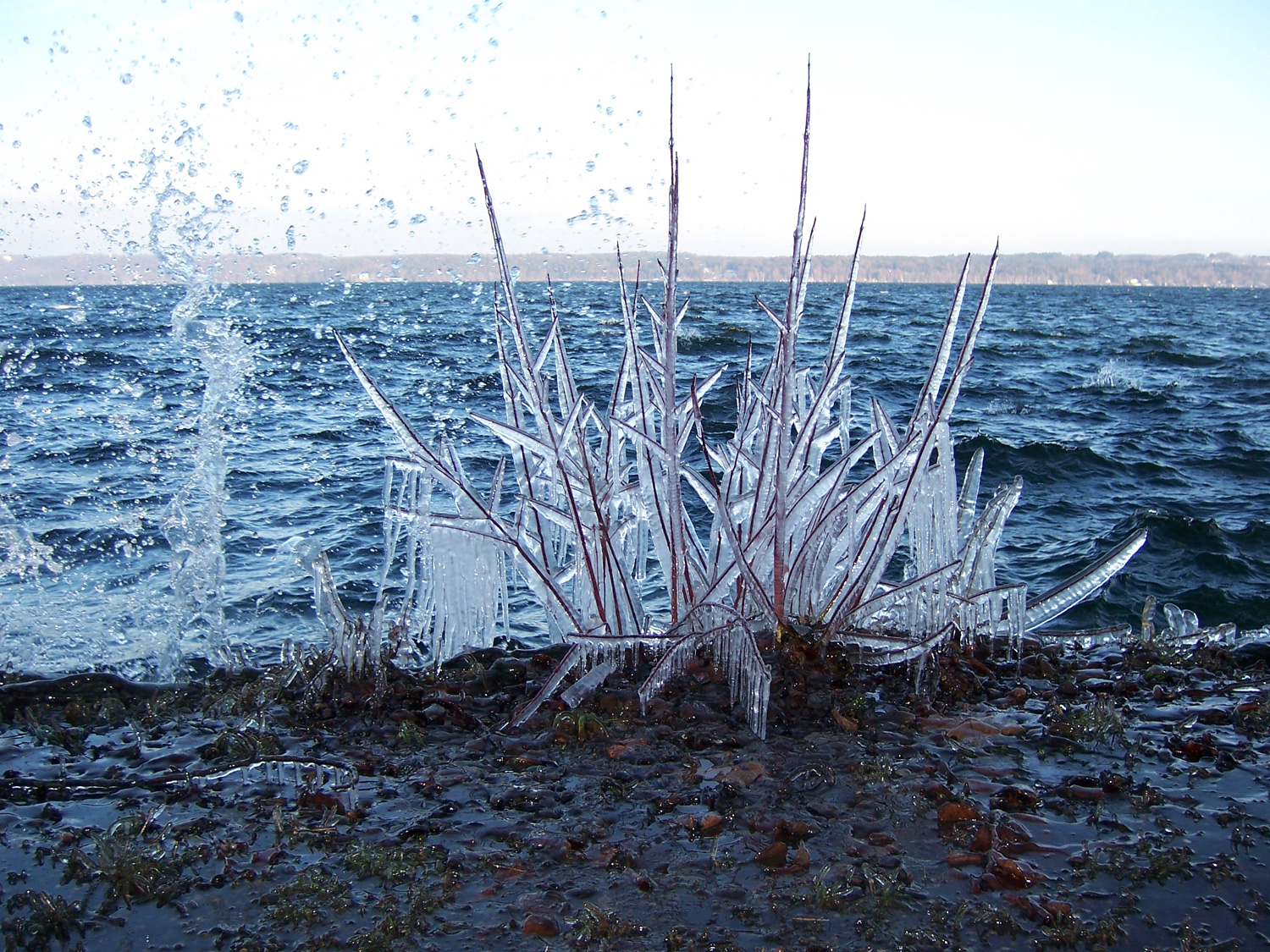
Durch Spritzwasser entstandene Eiszapfen und Vereisungen

Die Form ändert sich stetig, beispielsweise kann durch Verdunstung von Eis eine Formveränderung stattfinden. Generell können Eiszapfen mehrere Meter lang werden. Nach einer bestimmten Länge ist allerdings der Punkt erreicht, an dem der Zapfen aufgrund seines Eigengewichtes nicht mehr gehalten werden kann und abbricht. Da von Dächern herunterfallende Eiszapfen durchaus einen Menschen erschlagen können, ist es wichtig, Eiszapfen über Wegen und Straßen zu entfernen, bevor sie zu einer Gefahr werden können.

## Wirtschaftliche Nutzung
Vor der breiten Verfügbarkeit von mittels Kältemaschinen hergestelltem Eis wurden an Eisgalgen große Mengen an Eiszapfen erzeugt, um diese dann in Eiskellern einlagern zu können und zur ganzjährigen Kühlung zu nutzen.